# Gustaf Kilman
Gustaf Olof Falhem Kilman (Kungälv, 9 luglio 1882 – Göteborg, 21 febbraio 1946) è stato un cavaliere svedese, vincitore di una medaglia d'oro nell'equitazione ai Giochi olimpici di Stoccolma 1912 con la squadra svedese di salto ostacoli, composta anche da Gustaf Lewenhaupt, Hans von Rosen e Fredrik Rosencrantz.

## Palmarès
| Anno | Manifestazione  | Sede      | Evento                     | Risultato |
| ---- | --------------- | --------- | -------------------------- | --------- |
| 1912 | Giochi olimpici | Stoccolma | Salto ostacoli individuale | 15º       |
| 1912 | Giochi olimpici | Stoccolma | Salto ostacoli a squadre   | Oro       |